# 木里滇芎
木里滇芎（学名：Physospermopsis muliensis）为伞形科滇芎属的植物，是中国的特有植物。分布于中国大陆的四川等地，生长于海拔3,560米至4,000米的地区，多生长于山坡草地，目前尚未由人工引种栽培。